# Антикітерський механізм
35°51′51″ пн. ш. 23°18′18″ сх. д. / 35.864167° пн. ш. 23.305° сх. д.
Антикі́терський механі́зм (грец. O μηχανισμός των Αντικυθήρων, О механісмо́с тон Антикіте́рон) — стародавній механічний аналоговий обчислювальний пристрій, призначений для розрахунку положення небесних тіл. Мав вигляд дерев'яної коробки з бронзовими циферблатами на ширших сторонах. Він міг вираховувати розташування Місяця, Сонця та п'яти відомих давніх грекам планет, позбавляючи потреби в їх прямому спостереженні, а також передбачати сонячні й місячні затемнення до 19 років наперед.
Знайдений в уламках судна, Антикітерського корабля, що потонув поблизу острова Антикітера, між Кітерою та Критом, і датується приблизно 70-тими роками до н. е. Нині експонується у Національному археологічному музеї Греції.
Це єдиний зі знайдених пристроїв свого роду, але в античних і середньовічних джерелах згадаються подібні, що існували за століття до і після Антикітерського механізму.

## Будова
Механізм на момент знахідки складався з кількох фрагментів. Фрагмент A містив 27 зубчатих коліщат, а фрагменти B, C, D — по одному. Також були менші уламки. Всього механізм складається з 82-х частин. На фрагментах корпуса збереглися написи, які описують небо, структуру календаря (парапегми) та цикли руху Сонця й Місяця. Назви місяців були єгипетські, проте записані грецькими літерами. Календар використовувався також єгипетський (12 місяців по 30 днів + 5 додаткових днів).
Пристрій використовував деякі закони, відкриті вавилонськими астрономами, як цикл Метона. В основі роботи пристрою — знання, що за 19 років минає 235 циклів зміни фаз Місяця. За цей час Сонце, Місяць та Земля повертаються в майже однакове взаємне розташування відносно зодіаку. 76-річний Каліппів цикл становить 4 цикли Метона мінус один день і дозволяє точніше узгоджувати сонячні роки з цілим числом місячних циклів. Механізм враховував Сарос — цикл повторення затемнень. Якщо відбувається сонячне або місячне затемнення, дуже схоже затемнення відбудеться через 223 місячних цикли.
Розміри дерев'яного корпуса складали приблизно 34 см × 18 см × 9 см.  Широкі сторони закривалися дверцятами, на яких з внутрішнього боку містилися написи. На пристрої було 3 великих циферблата:
- Верхній передній циферблат містив спіральну шкалу на 5 оборотів, де стрілка показувала розташування Місяця. Вона мала 235 частин за кількістю місячних циклів у Каліпповому циклі. Два допоміжні маленькі циферблата дозволяли дізнатися дати початку великих свят, включаючи Олімпійські[3], Істмійські, Немейські, Додонські та Галійські ігри[7][8].
- Нижній передній циферблат містив спіральну шкалу на 4 обороти, що показувала місяці, коли слід очікувати сонячного або місячного затемнення, на основі 18,2-річного циклу саросних затемнень. Він поділявся на 232 частини за кількістю місячний циклів за такий період[3]. Додатковий циферблат дозволяв округлювати результати, вказуючи чи потрібно додавати до отриманого значення ⅓ або ⅔ доби[6].
- Третій циферблат, розміщений на протилежному боці корпуса, ймовірно показував розташування планет, але про це можна лише здогадуватися з загального призначення пристрою та залишків внутрішніх деталей[3][9].

Щоб обнулити циферблати, можливо слід було витягнути з корпуса спеціальний штифт.

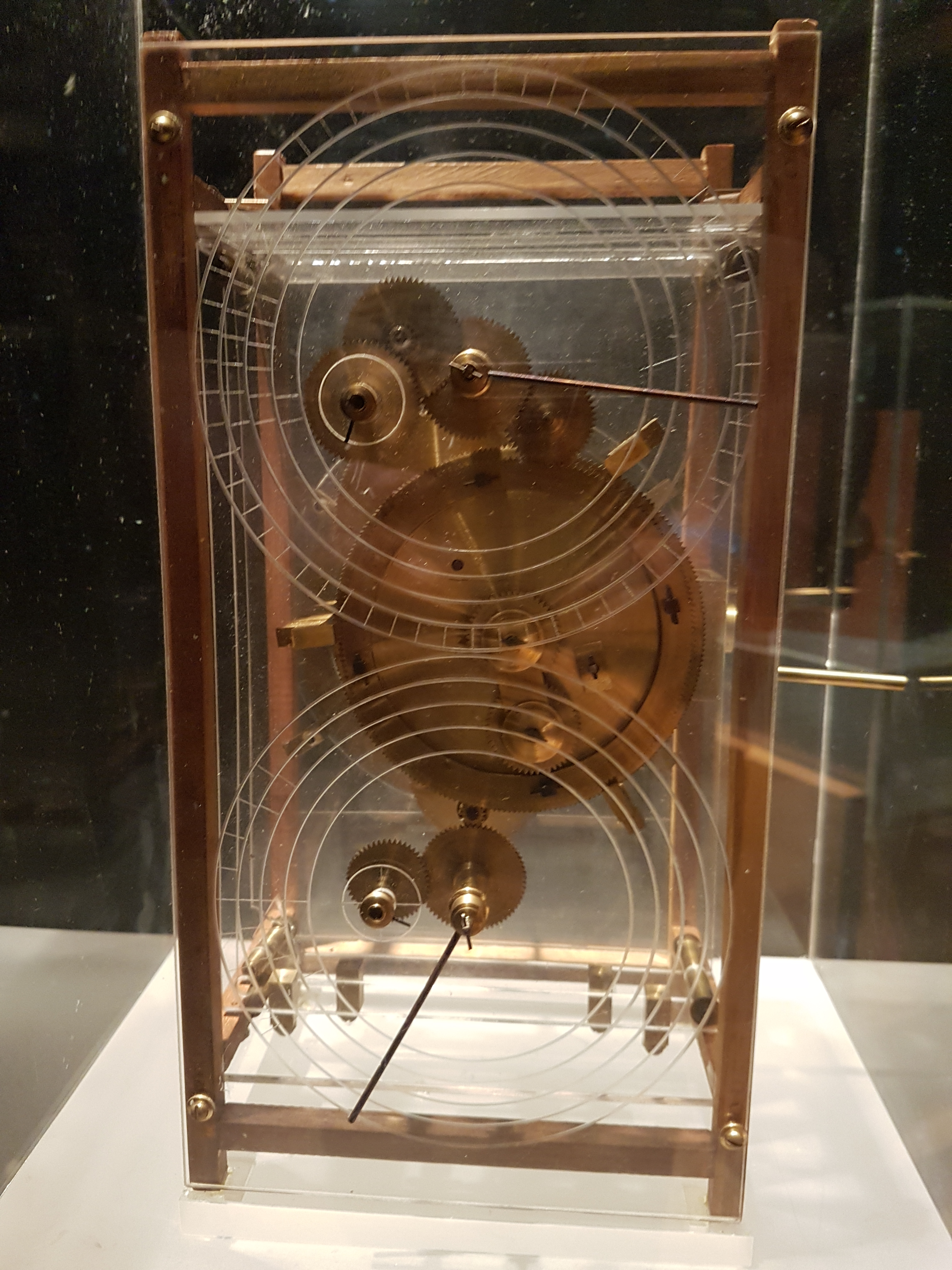
Прозора модель, що показує внутрішнє влаштування
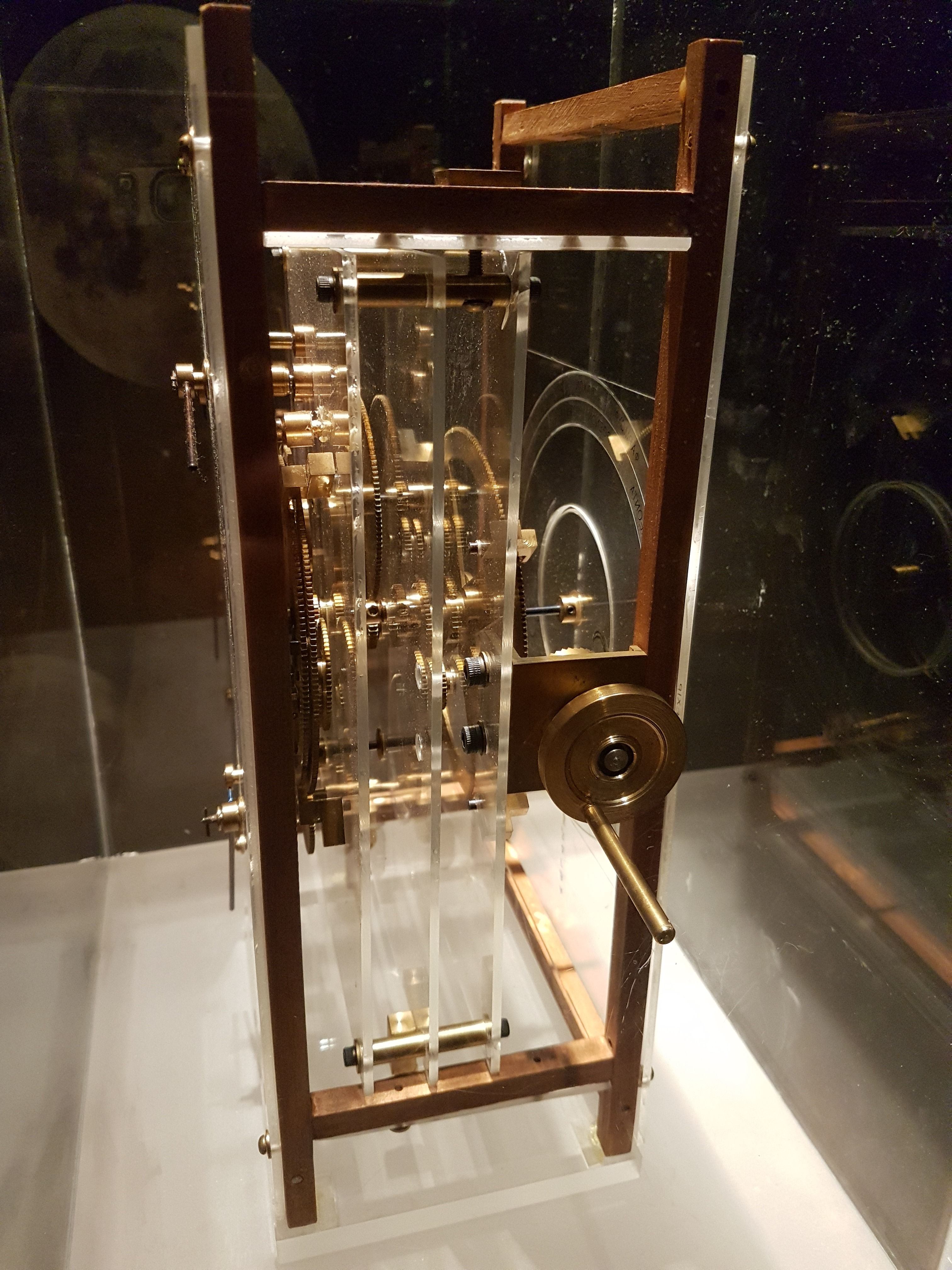
Вигляд збоку. Ручка, що приводила механізм у дію

## Історія відкриття
1901 року в Егейському морі між грецьким островом Крит і півостровом Пелопоннес, поблизу острова Антикітера на глибині 43-60 метрів було виявлено затонулий античний римський корабель. Пірнальники за губками підняли на поверхню бронзову статую юнака і безліч інших артефактів.
1902 року археолог Валеріос Стаїс виявив серед піднятих предметів кілька бронзових шестерень, застряглих у шматках вапняку. Їх тоді оцінили в 1905 як частини астролябії. Артефакт залишався невивченим до 1951 року, коли англійський історик Дерек Джон де Солла Прайс зацікавився ним і вперше визначив, що механізм є унікальним античним механічним обчислювальним пристроєм.
Останнє дослідження затонулого корабля здійснив 1978 року Жак-Ів Кусто. Він не знайшов ніяких додаткових фрагментів механізму, проте знайдені монети дали першу приблизну дату виготовлення знахідки — 85 рік до н. е.

## Реконструкції

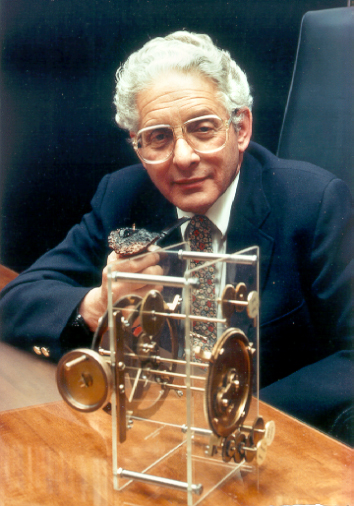
Дерек Джон де Солла Прайс та його діюча реконструкція Антикітерського механізму

Дерек Джон де Солла Прайс здійснив рентгенівське дослідження механізму і побудував його схему. 1959 року він опублікував у журналі «Scientific American» докладний опис антикітерського механізму. 1971 року побудовано повну схему пристрою, за якою він мав 32 шестерні. Система шестерень із передавальним співвідношенням 254:19 застосовувалася для моделювання руху Сонця і Місяця щодо нерухомих зірок. Співвідношення обрано на основі Метонового циклу: 254 сидеричні місяці (період обертання Місяця відносно нерухомих зірок) з великою точністю становлять 19 тропічних років або 254-19 = 233 синодичні місяці (період змін фаз Місяця). Розташування Сонця і Місяця відображалося на циферблат на одному з боків механізму. За допомогою диференціальної передачі обчислювалася різниця положень Сонця і Місяця, яка відповідає фазам Місяця. Вона виводилася на інший циферблат. В механізмі використані також знання про сарос та екселігмос.
Британський годинникар Джон Глів побудував діючу копію механізму за цією схемою. 2002 року Майкл Райт, спеціаліст з механічних пристроїв Лондонського музею науки, запропонував свою реконструкцію. Він стверджує, що механізм міг моделювати рух не лише Сонця й Місяця, але й п'яти відомих у давнину планет — Меркурія, Венери, Марса, Юпітера та Сатурна.
2005 року розпочато греко-англійський проект «Antikythera Mechanism Research Project» під егідою Міністерства культури Греції. У ньому беруть участь науковці двох грецьких університетів та англійського Кардіффського університету (зокрема, професори Майк Едмундс і Тоні Фріт) із залученням найсучаснішої техніки. У тому ж 2005 році оголошено про виявлення нових фрагментів механізму. Для того, щоб встановити розташування шестерень всередині вкритих мінеральними відкладеннями фрагментів, скористалися можливостями сучасних технологій — комп'ютерної томографії, яка за допомогою рентгенівських променів дозволяє створювати об'ємні зображення прихованого вмісту. Таким чином вдалося визначити взаємозв'язок окремих компонентів та їх функціональну належність. 30 травня 2006 було повідомлено, що завдяки новій рентгенівській методиці вдалося прочитати майже 95% написів, що містяться в механізмі (близько 2 000 грецьких символів). Водночас підтверджено дані про те, що механізм міг обчислювати конфігурації руху Марса, Юпітера, Сатурна.
У 2025 році дослідники з Національного університету Мар-дель-Плата в Аргентині змоделювали на комп'ютері рух механізму та дійшли висновку, що антикітерський механізм був збудований не повністю справним. Через різну форму зубців у деяких положеннях він не міг далі рухатися.

## Походження
Родос. Корабель, що перевозив пристрій, містив вази в родоському стилі. Це привело до гіпотези, що його було побудовано в академії, заснованій філософом-стоїком Посідонієм на острові Родос. Саме з географічної широти острова найкраще спостерігаються астрономічні події, позначені на підписах з Антикітерського механізму.
Коринф. У 2008 році дослідження, проведене в рамках Проєкту дослідження механізму Антикітери, показало, що концепція механізму могла виникнути в колоніях Коринфа на північному заході Греції чи Сицилії. Саме там винайшли метонічний календар на спіралі.
Пергам. Інша теорія припускає, що монети, знайдені Жаком Кусто на місці затонулого судна в 1970-х роках, датуються часом будівництва пристрою. В такому разі механізм міг походити з Пергама, де розташовувалася Пергамська бібліотека, один з найбільших дослідницьких центрів античного світу.

## Подібні пристрої
У конструкції механізму відсутні сліди доопрацювань. Усі елементи мають своє призначення, немає зайвих отворів. Це свідчить, що Антикітерський механізм був не першим у своєму роді. Його творець добре розумів влаштування пристрою, який повинен був мати попередників. Ймовірно, кількість таких механізмів могла обчислюватися десятками, і принаймні деякі з них повинні демонструвати еволюцію дизайну.
Цицерон у своєму трактаті 52 року до н. е. «Про державу» описував, що після завоювання Сиракуз у 212 році до н. е. римський командувач Марк Клавдій Марцелл викрав одне з астрономічних творінь Архімеда. Цей об'єкт відображав рухи Сонця та Місяця, а також тих п'яти планет. Можливо, Архімед прямо пов'язаний зі створенням Антикітерського механізму, що був удосконаленою версією його винаходу. Папп Александрійський (290 – бл. 350 роки) стверджував, що Архімед написав нині втрачений рукопис «Про створення сфер», де йшлося про конструкцію таких пристроїв. Цицерон також повідомляв, що ще один подібний пристрій був побудований «нещодавно» його другом Посідонієм: «...кожне обертання якого викликає такий самий рух Сонця, Місяця та п'яти блукаючих зірок [планет], як це відбувається щодня і щоночі на небесах...».
Знайдено зубчасті коліщата візантійського часу (V-VI ст.), що могли бути частинами схожих механізмів. В ісламському світі «Кітаб аль-Хіял», або «Книга вигадливих пристроїв», була замовлена халіфом Багдада на початку IX століття в братів Бану Муса. Деякі з описаних там пристроїв можуть датуватися античною епохою.
У XI столітті китайський ерудит Су Сун побудував годинникову вежу, яка (серед інших вимірювань) показувала положення деяких зірок і планет, що відображалися на механічно обертовій армілярній сфері.
Схожі механізми, що слугували механічними годинниками та календарями, створювалися в Європі епохи Відродження. Прикладом є годинники-книги Ганса Шнієра 1583 року, Маркуса Пурмана останньої чверті XVI ст.

## У масовій культурі
Антикітерський механізм часто називають античним «комп'ютером», однак таке визначення хибне, бо механізм не можна було запрограмувати, на відміну від справжнього механічного комп'ютера Беббіджа, спроєктованого в XIX ст. Коректніше називати його астрономічним калькулятором.
У фільмі «Індіана Джонс і реліквія долі» (2023) Архімед користується таким механізмом, щоб передбачати місця появи розломів між епохами.

## Галерея

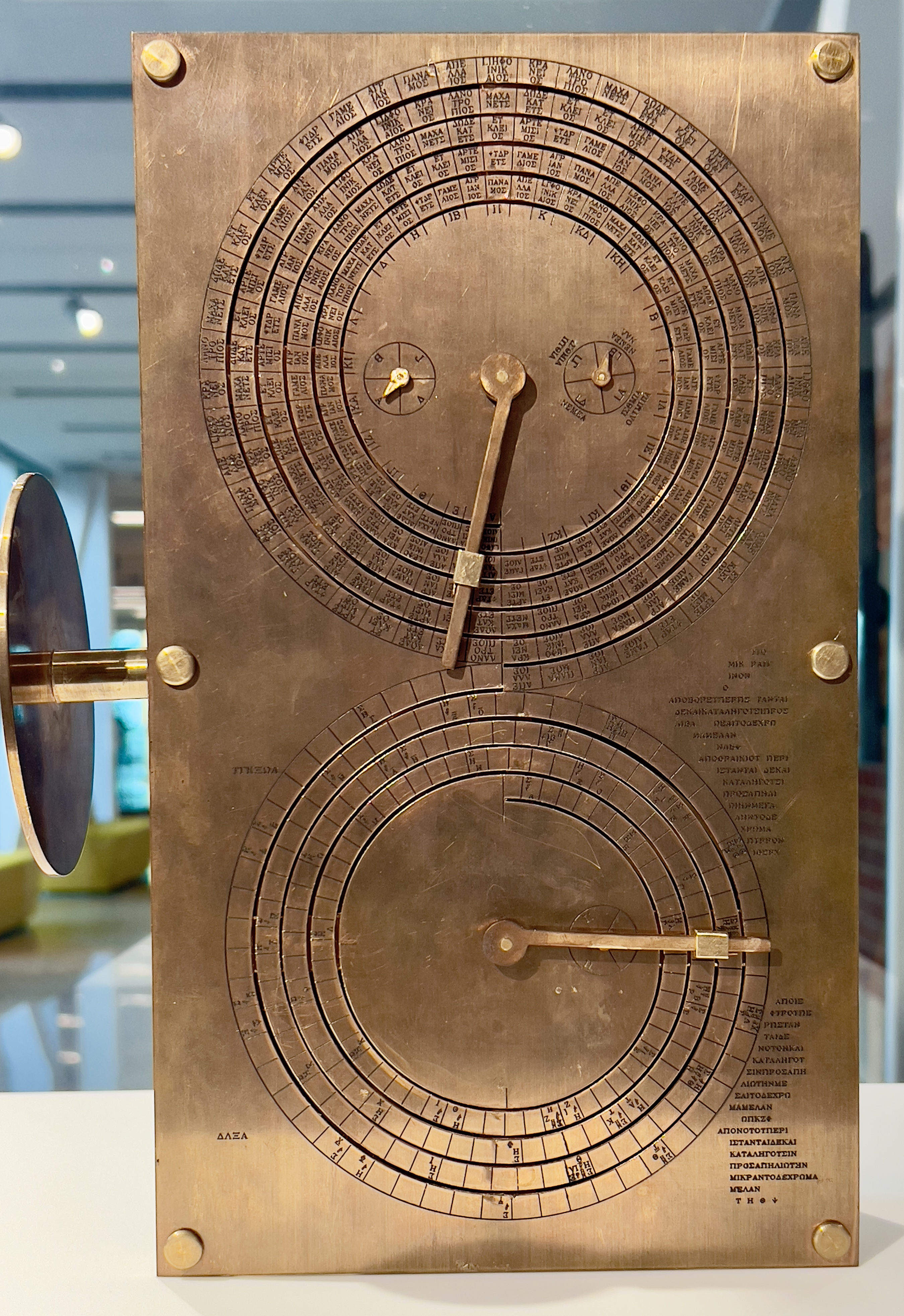
Передні циферблати версії з Музею Західної Австралії
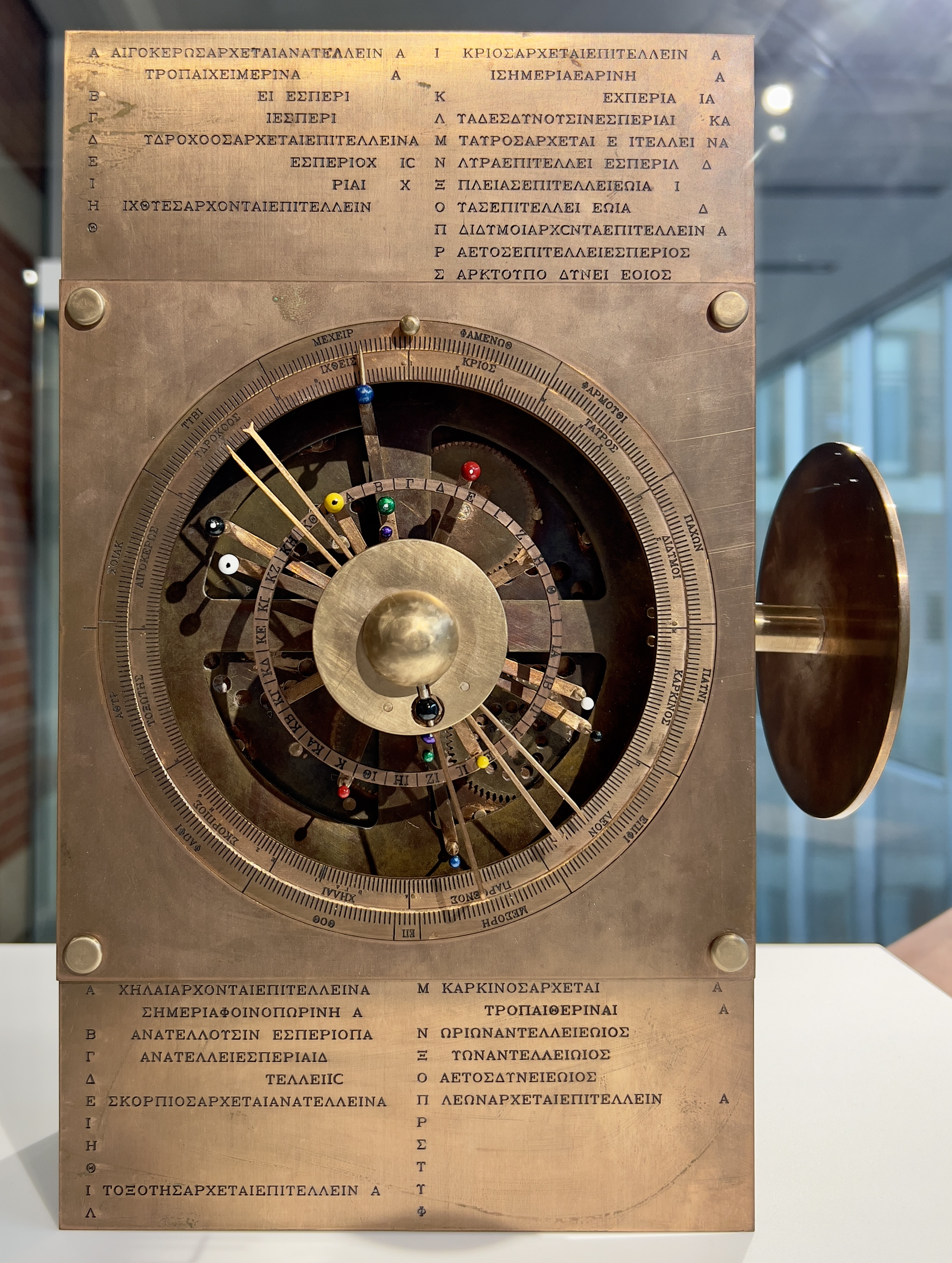
Задній циферблат версії з Музею Західної Австралії
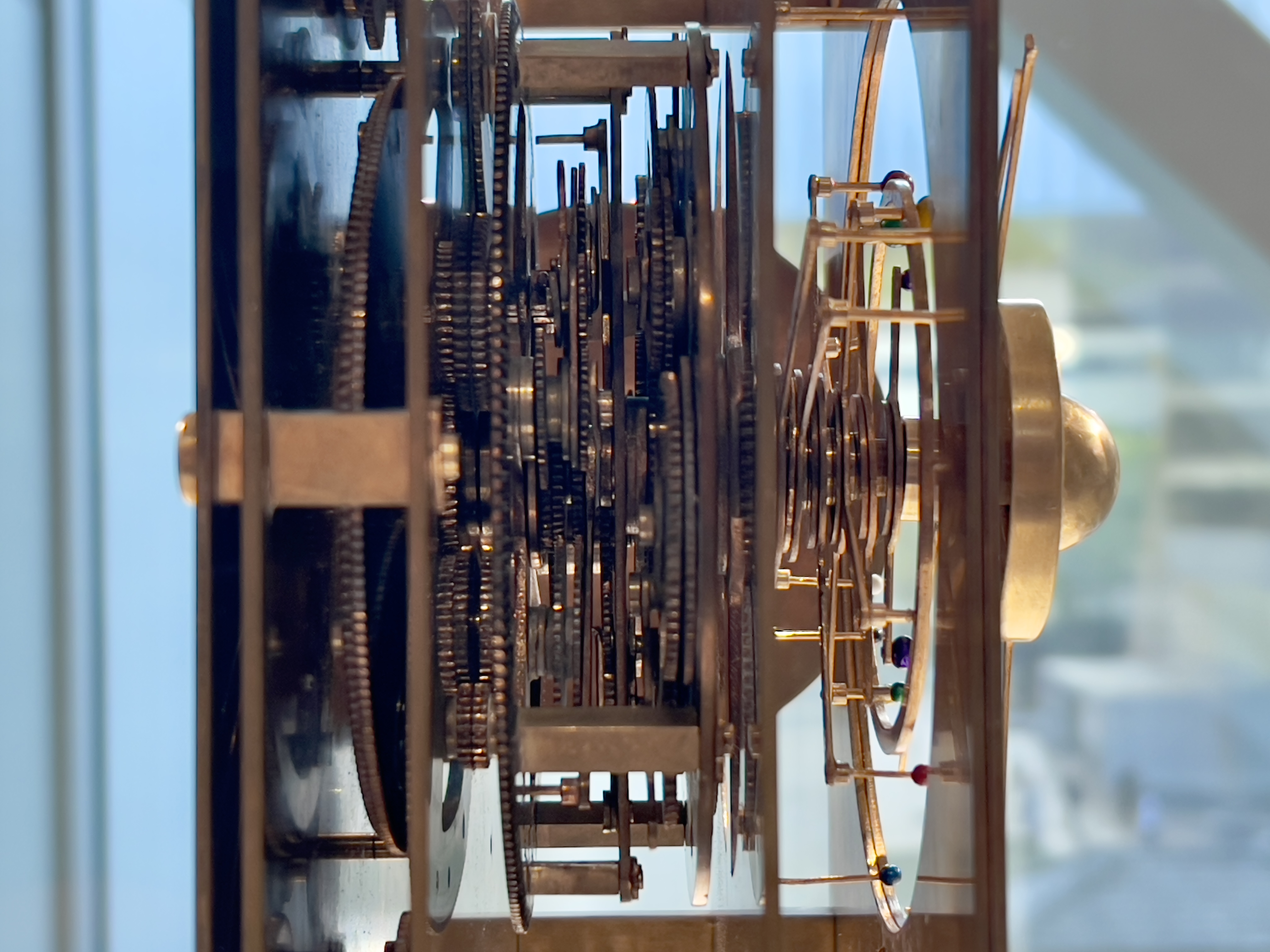
Внутрішня будова версії з Музею Західної Австралії
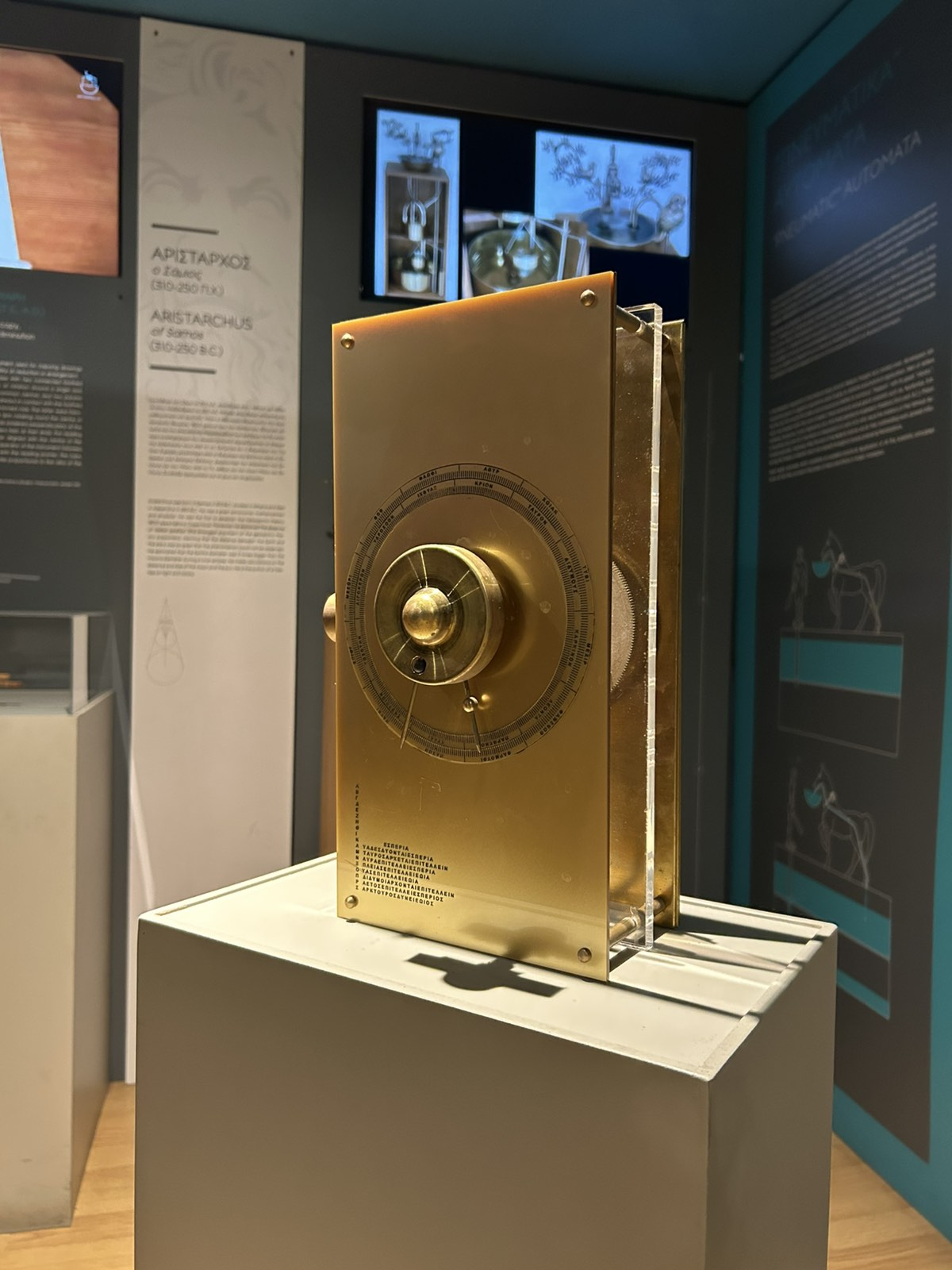
Версія з Музею давньогрецьких технологій Контасаса (перед)
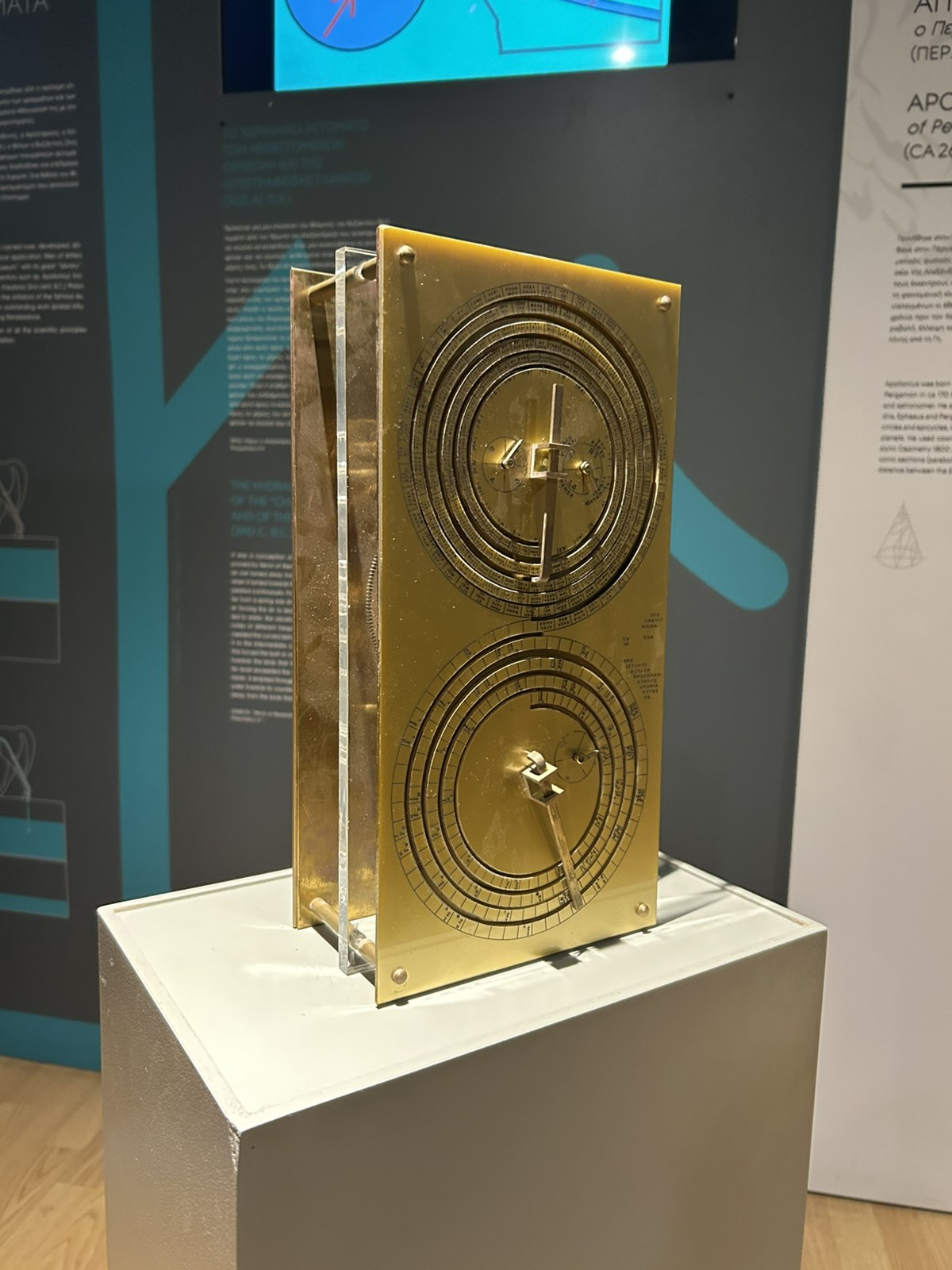
Версія з Музею давньогрецьких технологій Контасаса (зворот)
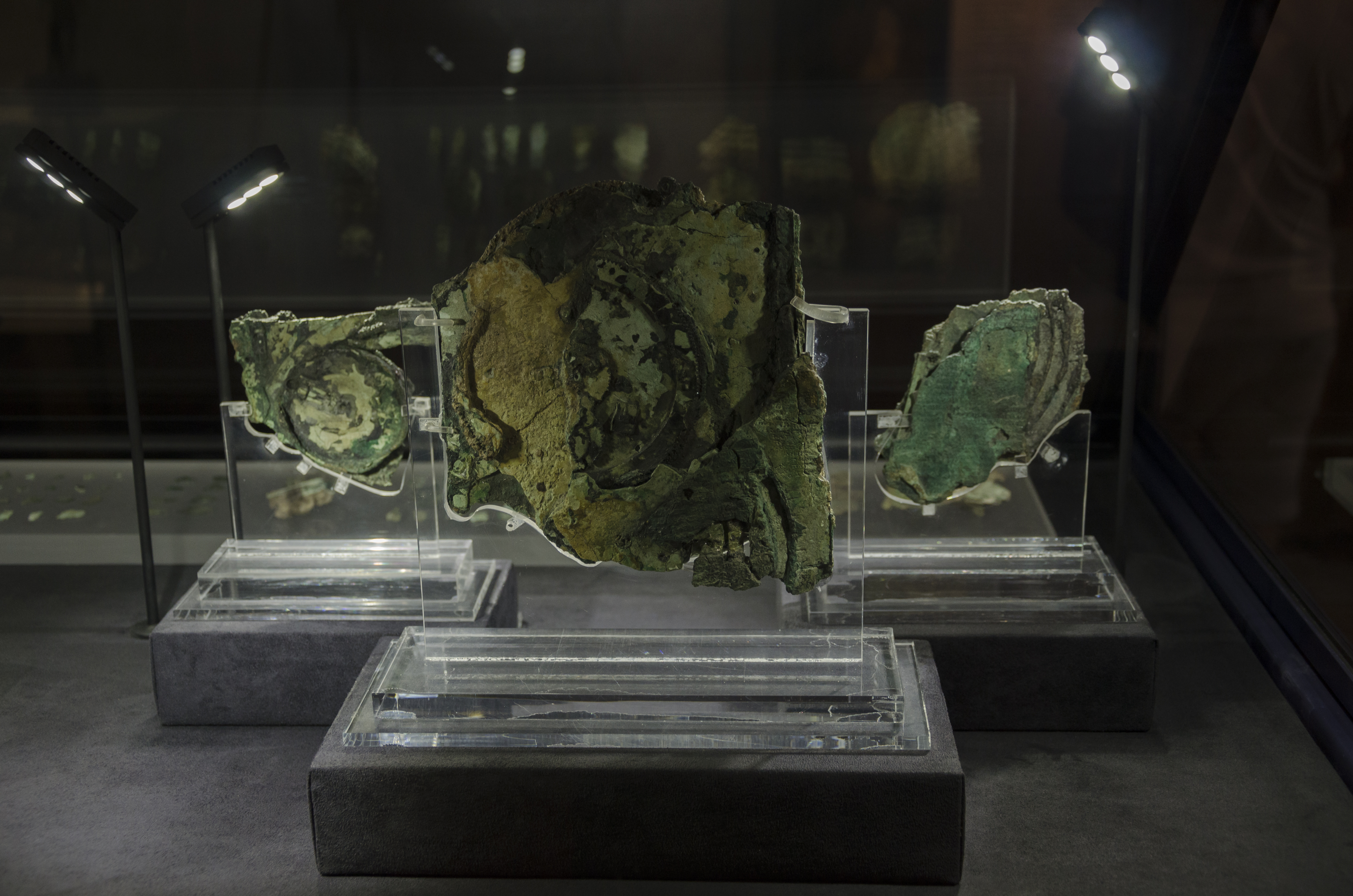
Збережені фрагменти